# Callichlamys
Callichlamys é um género botânico pertencente à família Bignoniaceae.

## Espécies
| - Callichlamys gamieri - Callichlamys garnieri - Callichlamys latifolia - Callichlamys peckoltii | - Callichlamys riparia - Callichlamys rubiginosa - Callichlamys rufinervis - Callichlamys splendida |